# Nazaré Paulista
Nazaré Paulista là một đô thị ở bang São Paulo của Brasil. 
Đô thị này nằm ở vĩ độ 23º10'52" độ vĩ nam và kinh độ 46º23'42" độ vĩ tây, trên khu vực có độ cao 845 m. Dân số năm 2004 ước tính là 15.815 người.

### Thông tin nhân khẩu
Dữ liệu dân số theo điều tra dân số năm 2000
Tổng dân số: 14.410
- Dân số thành thị: 5.830
- Dân số nông thôn: 8.580
- Nam giới: 7.427
- Nữ giới: 6.983

Mật độ dân số (người/km²): 44,12
Tỷ lệ tử vong trẻ sơ sinh dưới 1 tuổi (trên một triệu người): 16,80
Tuổi thọ bình quân (tuổi): 70,73
Tỷ lệ sinh (số trẻ trên mỗi bà mẹ): 2,47
Tỷ lệ biết đọc biết viết: 83,82%
Chỉ số phát triển con người (HDI-M): 0,746
- Chỉ số phát triển con người - Thu nhập: 0,666
- Chỉ số phát triển con người - Tuổi thọ: 0,762
- Chỉ số phát triển con người - Giáo dục: 0,810

(Nguồn: IPEADATA)

## Sông ngòi
- Sông Atibaia

## Các xa lộ
- SP-36
- SP-65